# Эренберг, Карл Август
Карл Август Эренберг (нем. Carl August Ehrenberg, 24 августа 1801 — 13 августа 1849) — немецкий ботаник, исследователь кактусов.            

## Биография
Карл Август Эренберг родился в городе Делич 24 августа 1801 года.
Он был сотрудником горнорудной компании с 1827 по 1840 год в Центральной Америке и Мексике. В свободное время Эренберг проводил научные исследования и собирал растения, животных и минералы для продажи в Европу.
Он изучал условия жизни и особенности морфологии кактусов у себя на родине.
Карл Август Эренберг умер в Берлине 13 августа 1849 года.

## Научная деятельность
Карл Август Эренберг специализировался на семенных растениях.

## Почести
В его честь было названо несколько видов кактусов.